# Rolf Dörig

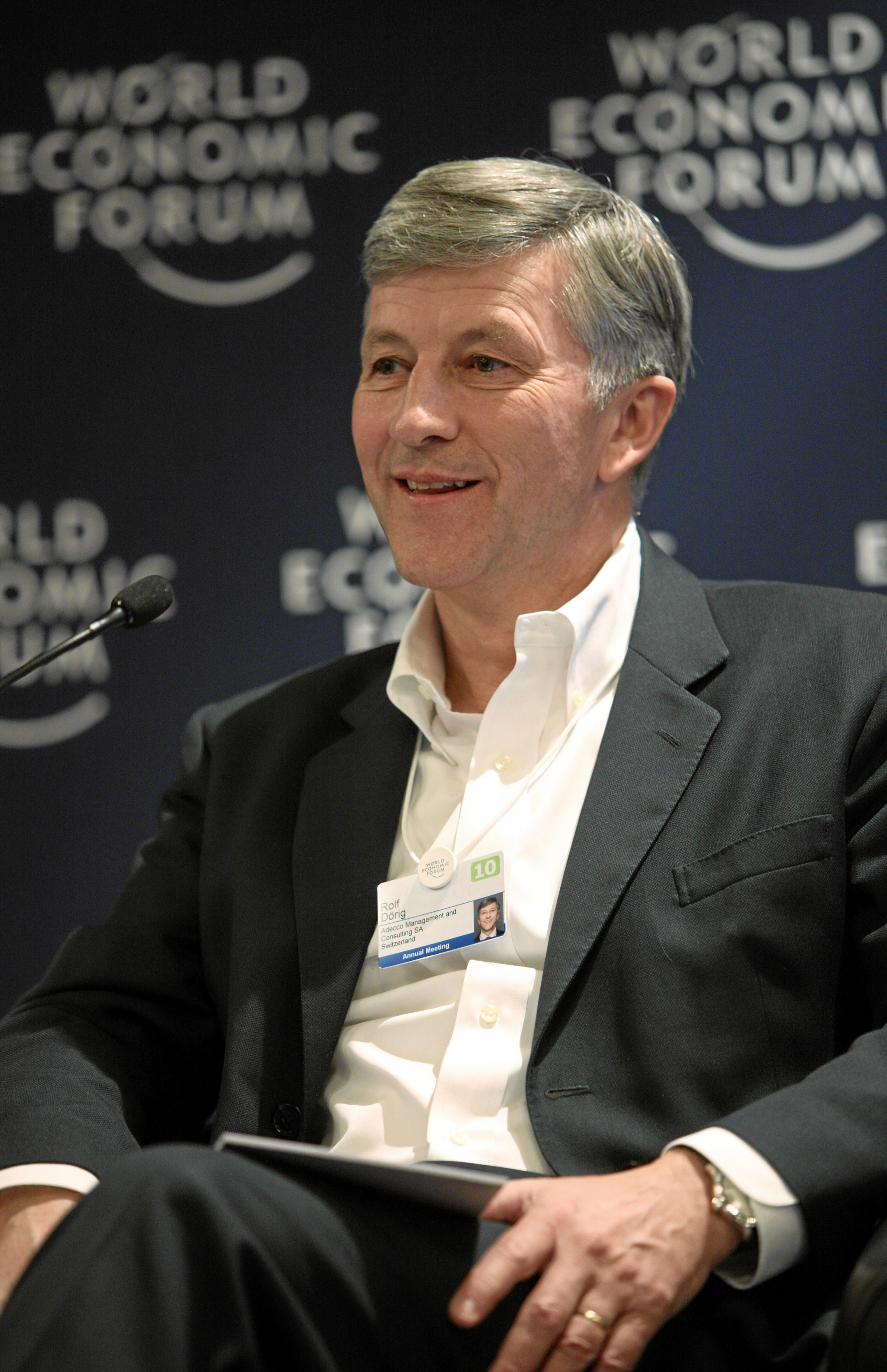
Rolf Dörig (2010)

Rolf Hugo Dörig (* 19. Mai 1957) ist ein Schweizer Manager. Er ist seit 2009 Verwaltungsratspräsident der Swiss Life Holding AG. Von 2009 bis 2020 war er zudem Präsident der Adecco-Gruppe.

## Beruf
Rolf Dörig absolvierte die Matura an der Kantonsschule Enge und studierte Rechtswissenschaften an der Universität Zürich, wo er 1985 bei Max Keller promovierte. Er erwarb das Anwaltspatent des Kantons Zürich. Später absolvierte er die Harvard Business School.
1986 trat er in die Grossbank Schweizerische Kreditanstalt, der heutigen Credit Suisse, ein und übernahm dort Führungsfunktionen in verschiedenen Geschäftsbereichen. Ab 2000 war er Mitglied der Geschäftsleitung der Credit Suisse Group und verantwortlich für das Firmenkunden- und Retail-Geschäft in der Schweiz. Im Jahr 2002 bekleidete er das Amt des Chairman Schweiz der Bank.
Von November 2002 bis Mai 2008 war Dörig Präsident der Konzernleitung des Lebensversicherers Rentenanstalt/Swiss Life, von Mai 2008 bis Mai 2009 Delegierter des Verwaltungsrats. Seit Mai 2009 ist er Präsident des Verwaltungsrats der Swiss Life Holding AG. Bei der Emil Frey Holding AG ist er Mitglied des Verwaltungsrats, beim Holzproduzenten Danzer Holding AG ist er Mitglied des Aufsichtsrats. Des Weiteren war er von 2009 bis 2020 Verwaltungsratspräsident beim weltgrössten Personaldienstleister Adecco. Bei dormakaba war er von 2004 bis 2020 Verwaltungsratsmitglied und von 2006 bis 2018 Vizepräsident. Beim Wirtschaftsdachverband Economiesuisse ist er Mitglied des Vorstandsausschusses, beim Grasshopper Club Zürich Mitglied des Zentralvorstands, von 2004 bis 2009 präsidierte er ihn. Dörig war Mitglied des Vereins Freunde der FDP. Später wurde er Mitglied der Stiftung für bürgerliche Politik, welche als Zweck die finanzielle Unterstützung der SVP verfolgt, und somit zu einem engen Vertrauten der SVP Führung. Seit 2022 ist er Mitglied in der SVP-Ortspartei von Küsnacht. Von 2003 bis 2008 war er Vorstandsmitglied im Schweizerischen Versicherungsverband (SVV). Im Juni 2017 wurde Rolf Dörig zum Präsidenten des Schweizerischen Versicherungsverbandes (SVV) gewählt, per Juni 2023 trat er zurück. Zudem war Dörig von 2003 bis 2014 Vorstandsmitglied der Zürcher Handelskammer und von 2012 bis 2015 präsidierte er die Zürcher Volkswirtschaftliche Gesellschaft (ZHVG).

## Privates
Dörig ist verheiratet, Vater von drei Söhnen und wohnt in Küsnacht. In der Schweizer Armee ist er Oberst im Generalstab. In seiner Freizeit spielt er Tennis, fährt Ski und geht in die Oper.

## Publikationen
- Rolf Doerig: Ersatz sogenannter «Mangelfolgeschäden» aus Kaufvertrag (Art. 208 OR). Dissertation, Universität Zürich, 1985.
- Rolf Dörig et al. (Hrsg.): Versicherungsbranche im Wandel: Chancen und Risiken einer Neubesinnung. Liber amicorum für Moritz W. Kuhn zum 65. Geburtstag. Stämpfli, Bern 2009, ISBN 978-3-7272-2957-2.